# Adobe Flash
Adobe Flash (voorheen bekend als Macromedia Flash en daarvoor FutureSplash) is een computerprogramma van Adobe Systems waarmee animaties, webvideo's en webapplicaties (zoals spellen en websites) gemaakt konden worden. Het werd veel gebruikt om websites aan te kleden en voor reclame-uitingen bij websites, zogenaamde banners. In 2015 was de laatste uitgave van Flash en vanaf december 2020 beëindigde Adobe de ondersteuning van Flash Player op het web.
Flash is opgebouwd als een soort tekenfilm. Per tijdseenheid bepaalt de ontwikkelaar wat de bezoeker te zien krijgt. Een tijdseenheid wordt een frame genoemd. Een belangrijke tijdseenheid heet een keyframe. Zij vormen de uiteindelijke basisstructuur van de applicatie of animatie.

## Vector
Adobe Flash maakt gebruik van vectorafbeeldingen. Dit betekent dat plaatjes worden opgeslagen als punten met de daarbij behorende coördinaten. Afbeeldingen worden normaal gesproken opgeslagen als een bitmap, een collectie van pixels. Een voorbeeld: een rode driehoek wordt in Flash opgeslagen als "een gesloten polygoon, van lijn 1 naar kolom 55, van lijn 55 naar kolom 105 en van lijn 105 naar kolom 1, opgevuld met de kleur rood." Een vergelijkbare bitmap daarentegen wordt als volgt opgeslagen: "Lijn 1: witte pixel, witte pixel, witte pixel, witte pixel, witte pixel ... rode pixel. Lijn 2: witte pixel, witte pixel, witte pixel, witte pixel, witte pixel ... rode pixel, rode pixel ..." De bitmapmanier van opslaan neemt aanzienlijk meer opslagruimte in beslag dan de vectormanier. Vectorbestanden zijn veel kleiner en kunnen daardoor veel sneller over het internet worden getransporteerd. Veel soorten afbeeldingen kunnen echter niet in vectorformaat worden opgeslagen, zoals foto's. Andere afbeeldingen zoals logo's, schema's en tekeningen zijn er juist wel uitermate voor geschikt.
Bitmaps hebben nog een ander minpunt ten opzichte van vectorafbeeldingen. Ze kunnen namelijk niet zonder problemen worden vergroot of verkleind. De afbeelding is voor één schermresolutie opgeslagen. Vergroten kan wel, maar dit gaat ten koste van de scherpte van de afbeelding. Vectorafbeeldingen daarentegen kunnen zonder problemen worden aangepast, omdat de coördinaten wiskundig worden herberekend met als gevolg dat vectorafbeeldingen op alle verschillende media hetzelfde worden getoond. Dit garandeert een uniforme presentatie van de gegevens. Het maakt niet uit aan welke resolutie de afbeelding moet worden aangepast, de scherpte blijft altijd 100% behouden, doordat de afbeelding altijd opnieuw wordt getekend. Samen met de beperkte omvang van het bestand zorgt dit voor een aantal unieke eigenschappen van Flash.

## ActionScript
Adobe Flash beschikt over een eigen programmeertaal, ActionScript, waarmee men volwaardige websites en applicaties kan ontwikkelen. In nieuwere versies van Flash, vanaf Flash MX, is het door de toevoeging van het LoadVars-object mogelijk gemaakt gemakkelijker te communiceren met MySQL en PHP, waardoor er een wereld opengegaan is voor het gebruiken van dynamische gegevens. Omdat een ActionScript uit tekst bestaat, kun je het ook inlezen vanuit een extern bestand met de extensie *.as. In Flash 8 is ActionScript aangepast, en ActionScript 2.0 is toegevoegd en in 2007 is, bij het verschijnen van Adobe Flash CS3, ActionScript 3 geïntroduceerd. Alle versies kunnen nog gebruikt worden.

## Opinies
Over gebruik van Flash op het internet zijn de meningen verdeeld. Sommigen vinden dat websites er beter op worden: meer interactief en vrolijker. Anderen, zij die hechten aan functionele websites zonder animaties, vinden Flash geen verbetering voor websites. Flash is niet beschikbaar voor alle besturingssystemen zoals Apples iOS, en dus kan een website onleesbaar zijn voor sommige bezoekers. Ook is de inhoud moeilijker toegankelijk voor blinden en slechtzienden dan een gewone website. Ten slotte kan men zich ergeren aan het gebruik van geluiden op een website en de langere laadtijd, hoewel tegenwoordig de snellere internetverbindingen bij thuisgebruikers dit laatste probleem ondervangen. Flash Player was in 2011 volgens Adobe op 98% van de computers geïnstalleerd. en was vooral zeer populair bij het aanbieden van video op internet. Doordat veel van de functies van Flash in de nieuwe internetstandaard HTML5 inbegrepen zijn, schakelen velen hierop over. In december 2020 werd Flash Player officieel beëindigd.
Wegens het niet-vrije karakter van de officiële Flash Player van Adobe en het gebrek aan ondersteuning voor andere besturingssystemen dan Windows, macOS en Linux op de IA-32-processorarchitectuur werden er twee opensource-Flashplayers ontwikkeld: door het GNU-project een vrije Flashplayer Gnash en de Flashplayer Swfdec. Deze Flashplayers zijn open source en de implementatie is slechter dan de officiële Flashplayer.

## Kenmerken
- Tekst, afbeeldingen, animaties en geluid zijn ondergebracht in één enkel bestand;
- Teksten en afbeeldingen kunnen niet altijd met kopiëren en plakken uit een website gekopieerd worden;
- Het eindresultaat is voor 99% gegarandeerd; nagenoeg geen verschillen tussen Mac/Windows/Linux en de diverse webbrowsers;
- Het is gebaseerd op vectoren waardoor bij eenvoudige vormen de bestandsgrootte gering is en in- en uitzoomen mogelijk is;
- Er is een aparte applicatie/plug-in nodig om Flash te kunnen bekijken in de browser, die anno 2007 op bijna alle computers aanwezig is, en gratis gedownload kan worden.
- Flashanimaties worden niet volledig door zoekmachines geïndexeerd;
- Flashanimaties zijn zelden goed toegankelijk voor mensen met een visuele handicap (tenzij er goed van de accessibility class gebruikgemaakt wordt);
- Het afspelen van een Flashanimatie legt soms te veel beslag op de processor van oudere computers.
- Flash Player was wereldwijd op meer dan 90% van de desktopcomputers met een internetaansluiting geïnstalleerd.[3]

## Geschiedenis
- FutureSplash Animator (1996)
- Flash 1 (1996)
- Flash 2 (1997)
- Flash 3 (1998)
- Flash 4 (1999)
- Flash 5 (2000)
- Flash MX (2002)
- Flash MX 2004 (2003)
- Flash MX 2004 Pro (2003)
- Flash 8 (2005)
- Flash CS3 (2007)
- Flash CS4 (2008)
- Flash CS5 (2010)
- Flash CS5.5 (2011)
- Flash CS6 (2012)
- Flash Professional CC (2013)
- Flash Professional CC-2014 (2014)
- Flash Professional CC-2015 (2015)

## Formaat
Flashbestanden maken gebruik van het SWF-formaat. "ShockWave Flash", "Flash movies" of "Flash applications" hebben een .swf-bestandsextensie en kunnen gebruikt worden in de vorm van een webpagina-plug-in, afgespeeld worden in een alleenstaande Flash Player, of opgenomen worden in een zelf uitvoerbare Projectorfilm (met de .exe-extensie in Microsoft Windows). Flash Videobestanden hebben de .flv-bestandsextensie en worden gebruikt ofwel binnen in een .swf-bestand of door een flv-player, zoals VLC, QuickTime en Windows Media Player.
Het gebruik van vectorafbeeldingen gecombineerd met programmacode zorgt ervoor dat Flashbestanden kleiner worden (minder bandbreedte gebruiken) dan de overeenkomstige bitmaps of videoclips. Voor inhoud in een enkel formaat (zoals alleen maar tekst, video of audio) kunnen andere alternatieven gebruikt worden die meer prestaties bieden en minder CPU-vermogen gebruiken.

## Flash Audio
De meest voorkomende Flash Audio is MP3 of AAC (Advanced Audio Coding) maar het ondersteunt ook ADPCM-, Nellymoser- en Speex-audiocodecs. Flash heeft bemonsteringsfrequenties van 11, 22 of 44,1 kHz. Het ondersteunt geen 48kHz-audio, dat de standaard is voor dvd.
In augustus 2007 kondigde Adobe aan dat met update 3 van Flash Player 9, Flash Video ook delen van de internationale standaard MPEG-4 zou ondersteunen. Flash Player zou ondersteuning krijgen voor video's gecomprimeerd in de formaten H.264 (MPEG-4 Part 10), AAC (MPEG-4 Part 3), F4V, MP4 (MPEG-4 Part 14), M4V, M4A, 3GP en MOV en voor de 3GPP Timed Text-specificaties (MPEG-4 Part 17), een standaard voor ondertitels. In het F4V-bestandsformaat zal het geen MPEG-4 Part 2 en H.263 ondersteunen. Adobe kondigde ook aan dat het niet meer gebruik zou maken van het FLV-formaat, maar in de plaats het standaard ISO-mediabestandsformaat (MPEG-4 Part 12) zou gebruiken ten gevolge van functionele beperkingen met de FLV-structuur bij het streamen van H.264. De definitieve versie van Flash Player die MPEG-4-standaarden ondersteunt kwam beschikbaar in de herfst van 2007.

## Toekomst van Flash
De opkomst van HTML5, de aversie van Apple voor Flash en zijn beveiligingsproblemen en de opkomst van mobiel internet, zorgden ervoor dat Flash niet meer populair werd. Vanaf 31 december 2020 bood Adobe geen updates en andere ondersteuning meer voor Flash. Ook de meest gebruikte browsers ondersteunen Flash niet meer. 